# دوب ناد موراووو
دوب ناد موراووو (به چکی: Dub nad Moravou) یک منطقهٔ مسکونی در جمهوری چک است که در ناحیه اولومووتس واقع شده‌است. دوب ناد موراووو ۱۵٫۲۱ کیلومتر مربع مساحت و ۱٬۵۷۵ نفر جمعیت دارد و ۲۱۲ متر بالاتر از سطح دریا واقع شده‌است.